# Église de Sievi
L’église de Sievi (finnois : Sievin kirkko) est une église luthérienne située à Sievi en Finlande,.

## Description
L'église conçue par Ludvig Isak Lindqvist est construite en 1861 et inaugurée le 30 juin 1862. 
C'est une église en bois en forme de croix.
Elle mesure 46 mètres de long et son clocher a 36,5 mètres de haut.
L'édifice a bien gardé son aspect d'origine.
En 1979, on a repeint l'extérieur avec sa couleur d'origine.
Le retable intitulé Venez à moi vous tous qui peinez et ployez sous le fardeau est de l'artiste peintre Arthur Heickell. 
Le tableau a été acquis par la paroisse en 1915.